# Oude Kerk (Spaubeek)

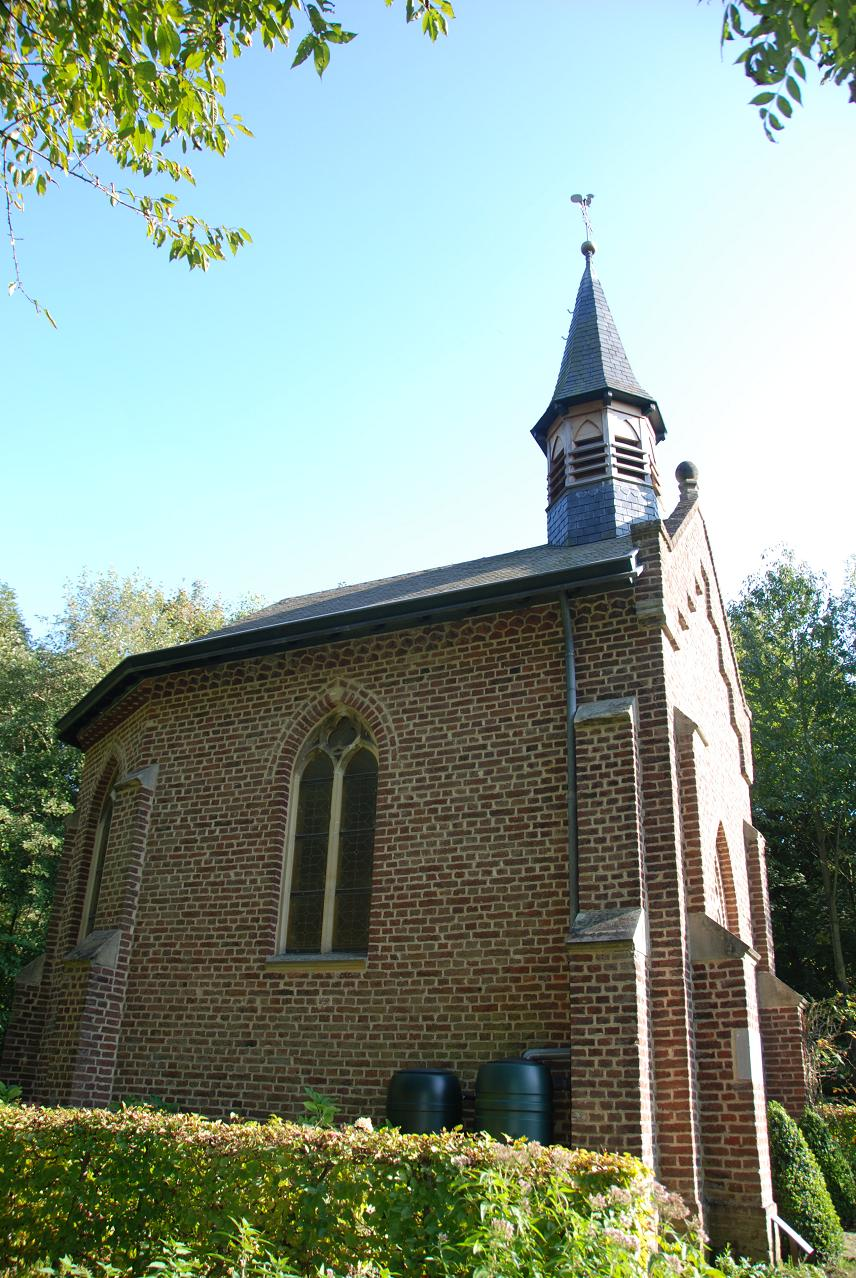
De Sint-Annakapel.

Oude Kerk (Limburgs: De Aw Kèrk) is een buurtschap ten noordoosten van Spaubeek in de gemeente Beek in de Nederlandse provincie Limburg. De buurtschap is gelegen ten noorden van de A 76, in het Geleenbeekdal en aan de voet van het hellingbos Stammenderbos. Achter de buurtschap stroomt de Geleenbeek. Er staan circa tien huizen en het treinstation Spaubeek ligt in de buurtschap.
De naam Oude Kerk verwijst naar de Sint-Annakapel die in 1865 gebouwd werd op de plaats waar eerder een middeleeuwse parochiekerk had gestaan, die al in 1148 genoemd wordt. Toen de kapel gebouwd werd, was de functie van parochiekerk al tientallen jaren overgegaan op een kerk in de buurtschap Hoeve, de huidige dorpskern van Spaubeek. Deze voorloper van de huidige Sint-Laurentiuskerk kwam in 1837 gereed en in datzelfde jaar werd de middeleeuwse kerk gesloopt. Het is onduidelijk waarom de parochiekerk, die evenals zijn opvolgers gewijd was aan Sint-Laurentius, op die plaats gebouwd is, langs een romeinse heerbaan, maar ver van de woonkernen.
Tot de buurtschap behoren Kasteel Sint-Jansgeleen, waarvan de voorburcht en de bijbehorende watermolen Sint Jansmolen bewaard zijn gebleven. Vroeger lag er ook een Olie-watermolen.
Direct ten noorden van de buurtschap, in de gemeente Beekdaelen, ligt het voormalige retraitehuis Schinnen, in de volksmond 'Het Klooster'. In het gebouw was het asielzoekerscentrum Sweikhuizen (ook wel 'Moorheide') gevestigd.

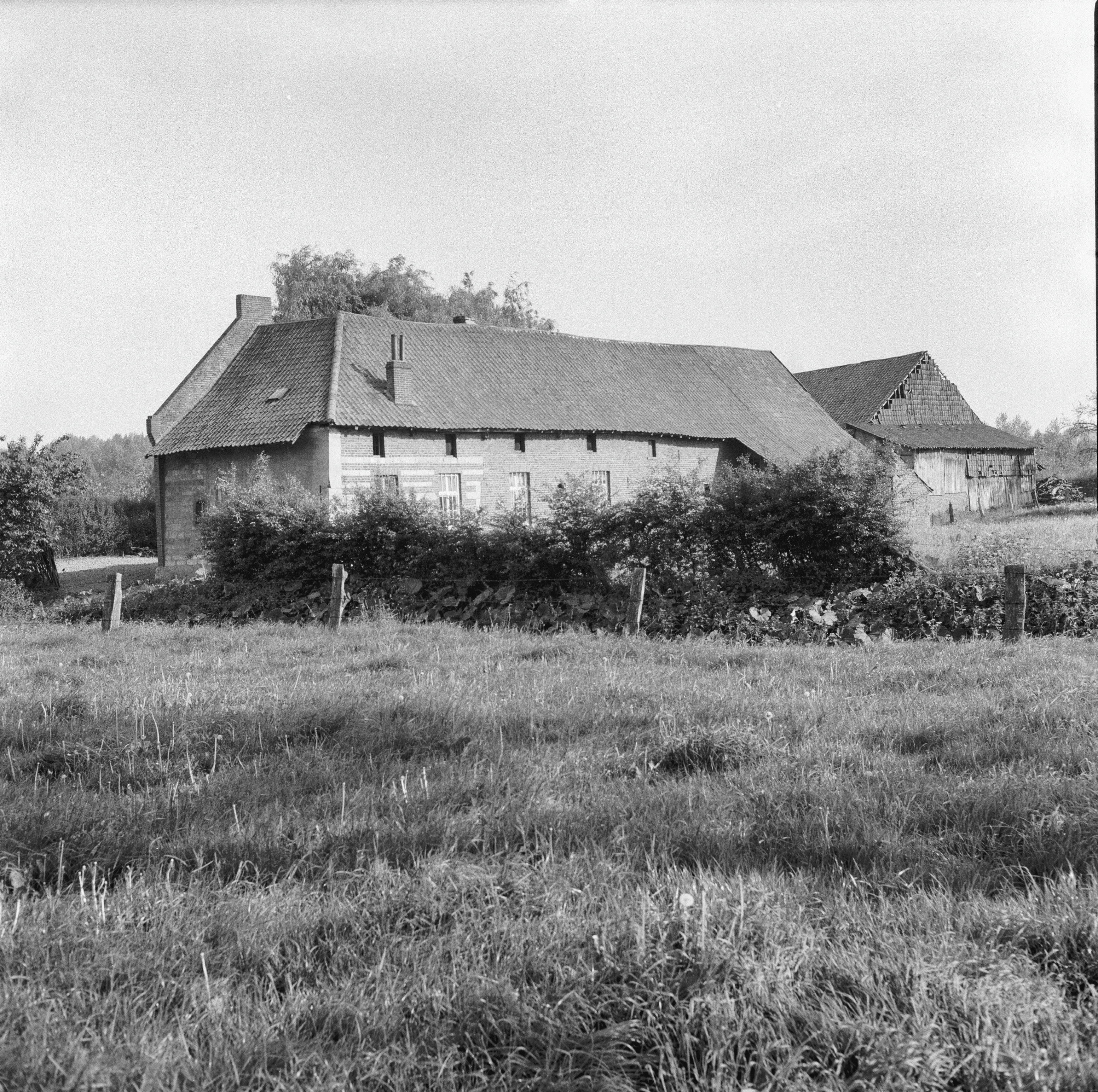
De voormalige oliemolen in 1963

Dorpen: Beek · Genhout · Geverik · Neerbeek · Spaubeek

Buurtschappen en gehuchten: Hobbelrade · Hoeve · Kelmond · Klein-Genhout · Looiwinkel · Oude Kerk

Bedrijventerreinen: Beekerhoek · Maastricht Airport

Limburg: Steden en dorpen      Nederland: Provincies · Gemeenten